# Scyrotis pulleni
Scyrotis pulleni là một loài bướm đêm thuộc họ Cecidosidae. Loài này có ở Nam Phi.